# Kyle Naughton
Kyle Naughton (* 17. November 1988 in Sheffield) ist ein englischer Fußballspieler mit irischer Abstammung, der bei Swansea City unter Vertrag steht.

## Karriere

### Sheffield United
Naughton kommt aus der Jugendakademie von Sheffield United, wo er schon seit seinem achten Lebensjahr spielte. In der Saison 2004/05 nahm er am Trainingslager der englischen U-15-Jugendnationalmannschaft teil und wurde dadurch ein wichtiger Spieler des Akademie- und Reserveteams. Als Kapitän führte er seine Mannschaft bis ins Viertelfinale des FA Youth Cup in der Saison 2006/07.
Im Januar 2008 wurde er an den in der Scottish Premier League spielenden Verein FC Gretna ausgeliehen und am 16. Januar absolvierte er sein allererstes Profiligaspiel, das sogar gegen die Glasgow Rangers. In Gretna konnte er sich als Stammspieler behaupten, allerdings nicht den Abstieg verhindern, der am Ende der Saison folgte. Nach 19 Spielen und dem Abstieg vom FC Gretna kehrte er zu den „Blades“ zurück und bestritt sein erstes Spiel für diese im August 2008 im League Cup gegen Port Vale. In seinem zweiten Einsatz im League Cup wurde er in der 69. Minute für David Carney eingewechselt und erzielte in der 83. Minute das entscheidende 2:1-Siegtor gegen Huddersfield Town.
Am 20. September absolvierte er sein erstes Spiel in der Football League Championship gegen Norwich City und nur eine Woche später gab er sein Debüt in der Startaufstellung von Leicester City beim 2:1-Sieg über den FC Watford, wo er zum Mann des Spiels gewählt wurde. Nach diesem Auftritt konnte er sich den Stammplatz auf der Position des rechten Verteidigers ergattern und gehörte immer zu den präsentesten Spielern. Allerdings bekam er auch Einsatzchancen im rechten Mittelfeld und vertrat zum Ende der Saison den verletzten Gary Naysmith auf der linken Abwehrseite. Durch diese aus seiner Sicht aus sehr positiven Saison wurde er von den Fans zum „Young Player of the Year 2008/09“ gewählt und gehörte sogar zum PFA Team of the Year 2008/09 in der Football League Championship.

### Tottenham Hotspur
Trotz großem Interesse vom FC Everton unterzeichnete er im Juli 2009 zusammen mit seinem Teamkollegen Kyle Walker einen Vertrag bei Tottenham Hotspur. Sein erstes Spiel bestritt er beim Wembley Cup gegen den FC Barcelona, das mit 1:1-Unentschieden endete. Sein erstes Premier-League-Spiel absolvierte er am 23. August 2009 beim 2:1-Sieg über West Ham United, als er in der 94. Minute für Jermain Defoe eingewechselt wurde.
Am 1. Februar 2010 wurde er bis zum Ende der Saison an den FC Middlesbrough verliehen, wo er beim 1:1-Unentschieden gegen Ipswich Town sein Debüt für Middlesbrough bestritt und die Fans mit seinem Tempo und seiner Technik beeindruckte. Nach fünfzehn Ligaspielen endete die Leihfrist und er wurde im Oktober 2010 wieder verliehen, diesmal in die Football League Championship zu Leicester City und zwar bis Januar 2011. Nur zwei Tage später absolvierte er beim 1:1-Unentschieden gegen Hull City sein erstes Spiel und erzielte nur drei Tage später gegen Leeds United sein erstes Tor für Leicester und somit das zweite Ligator seiner Karriere. Nach einer Ausweitung des Leihgeschäfts bis zum Saisonende bestritt Naughton 34 Ligaspiele für Leicester und erzielte dabei 5 Tore. Als Auszeichnung für seine guten Leistungen wurde er zum zweiten Mal nach 2008/09 ins PFA Team of the Year der zweiten Liga gewählt.
Am 21. Juli 2011 wechselte Kyle Naughton für eine Saison auf Leihbasis zum Premier-League-Aufsteiger Norwich City. Am Ende der Leihfrist konnte er 32 Ligaeinsätze verbuchen.

### Swansea City
Ende Januar 2015 wechselte Naughton für circa fünf Millionen Pfund zu Swansea City.

### In der Nationalmannschaft
Im November 2008, nach nur elf Ligapartien, wurde er für den Kader der englischen U-21 gegen Tschechien an der Bramall Lane. Beim 2:0-Sieg kam er als Einwechselspieler in der 60. Minute für Martin Cranie aufs Feld. Naughton hat außerdem aufgrund seiner Abstammung die Möglichkeit, für die irische Fußballnationalmannschaft zu spielen.

## Titel und Erfolge
- PFA Team of the Year 2008/09 und 2010/11
- Sheffield United Young Player of the Year 2008/09
- Leicester City Young Player of the Year 2010/11